# Copidosoma aretas
Copidosoma aretas är en stekelart som först beskrevs av Walker 1838.  Copidosoma aretas ingår i släktet Copidosoma och familjen sköldlussteklar. Arten är reproducerande i Sverige. Inga underarter finns listade i Catalogue of Life.